# کرم‌ها (مجموعه بازی)
کرم ها(به انگلیسی: worms) نام مجموعه‌ای از بازی‌های ویدئویی می‌باشد که بر پایه استراتژِی نوبتی توسط کمپانی بریتانیایی Team17 Software ارائه شده‌است.در بازی بازیکنان کنترل تعدادی از کرم‌های خاکی را بر عهده می‌گیرند و با گروه دیگری از کرم‌ها که یا توسط رایانه یا توسط بازیکن دیگری هدایت می‌گردند به جنگ می‌پردازند.این بازی دارای صحنه‌های خنده دار و جالب کارتونی و تعداد زیادی از اسلحه‌های مختلف می‌باشد.

## بازی‌های منتشر شده
| ۱۹۹۵ | کرم‌ها                                 |
| ۱۹۹۶ |                                       |
| ۱۹۹۷ | Worms: The Director's Cut             |
| ۱۹۹۷ | کرم‌ها ۲                               |
| ۱۹۹۸ | Worms Pinball                         |
| ۱۹۹۹ | کرم‌ها آرماگدون                        |
| ۲۰۰۰ |                                       |
| ۲۰۰۱ | کرم‌ها: جشن جهانی                      |
| ۲۰۰۲ | Worms Blast                           |
| ۲۰۰۳ | کرم‌ها ۳ بعدی                          |
| ۲۰۰۴ | کرم‌ها گلف                             |
| ۲۰۰۴ | دژ کرم‌ها: محاصره شده                  |
| ۲۰۰۵ | کرم‌ها ۴: آشوب                         |
| ۲۰۰۶ | کرم‌ها: نبرد آزاد                      |
| ۲۰۰۷ | Worms                                 |
| ۲۰۰۷ | کرم‌ها: نبرد آزاد ۲                    |
| ۲۰۰۸ | Worms: A Space Oddity                 |
| ۲۰۰۹ | کرم‌ها ۲: مبارزه نهایی                 |
| ۲۰۱۰ | کرم‌ها پرشده                           |
| ۲۰۱۰ | کرم‌ها: جزیره‌های نبرد                  |
| ۲۰۱۱ | کرم‌ها آشوب نهایی                      |
| ۲۰۱۱ | Worms Crazy Golf                      |
| ۲۰۱۲ | کرم‌ها انقلاب                          |
| ۲۰۱۳ | کرم‌ها ۳                               |
| ۲۰۱۳ | کرم‌ها جنگ‌های قبیله‌ای                  |
| ۲۰۱۴ | کرم‌ها میدان‌های نبرد                   |
| ۲۰۱۵ | کرم‌ها ۴                               |
| ۲۰۱۶ | Worms W.M.D                           |
| ۲۰۱۷ |                                       |
| ۲۰۱۸ |                                       |
| ۲۰۱۹ |                                       |
| ۲۰۲۰ | Worms Rumble                          |
| ۲۰۲۱ |                                       |
| ۲۰۲۲ |                                       |
| ۲۰۲۳ |                                       |
| ۲۰۲۴ | Worms Armageddon: Anniversary Edition |